# Jepitu
Jepitu is een bestuurslaag in het regentschap Gunung Kidul van de provincie Jogjakarta, Indonesië. Jepitu telt 3602 inwoners (volkstelling 2010).